# Orsa (Fehéroroszország)
Orsa (belarusz nyelven: Орша, régiesen Vorsa) város Fehéroroszország keleti részén, a Dnyeper partján, a Vicebszki terület Orsai járásának székhelye. A Moszkvát Minszkkel összekötő M1-es autópálya közelében fekszik, Minszktől 238 km-re északkeletre, az orosz határtól 40 km-re, a terület székhelytől való távolsága 68 km. Lakossága 2006-ban 125,6 ezer fő, ezzel a Vicebszki terület második legnépesebb városa.

## Története
Egyike az ország középkori alapítású városainak, 1067-ben alapították. 1320-ban a Litván Nagyfejedelemség része lett, majd a 15. század elején várral gazdagodott. 

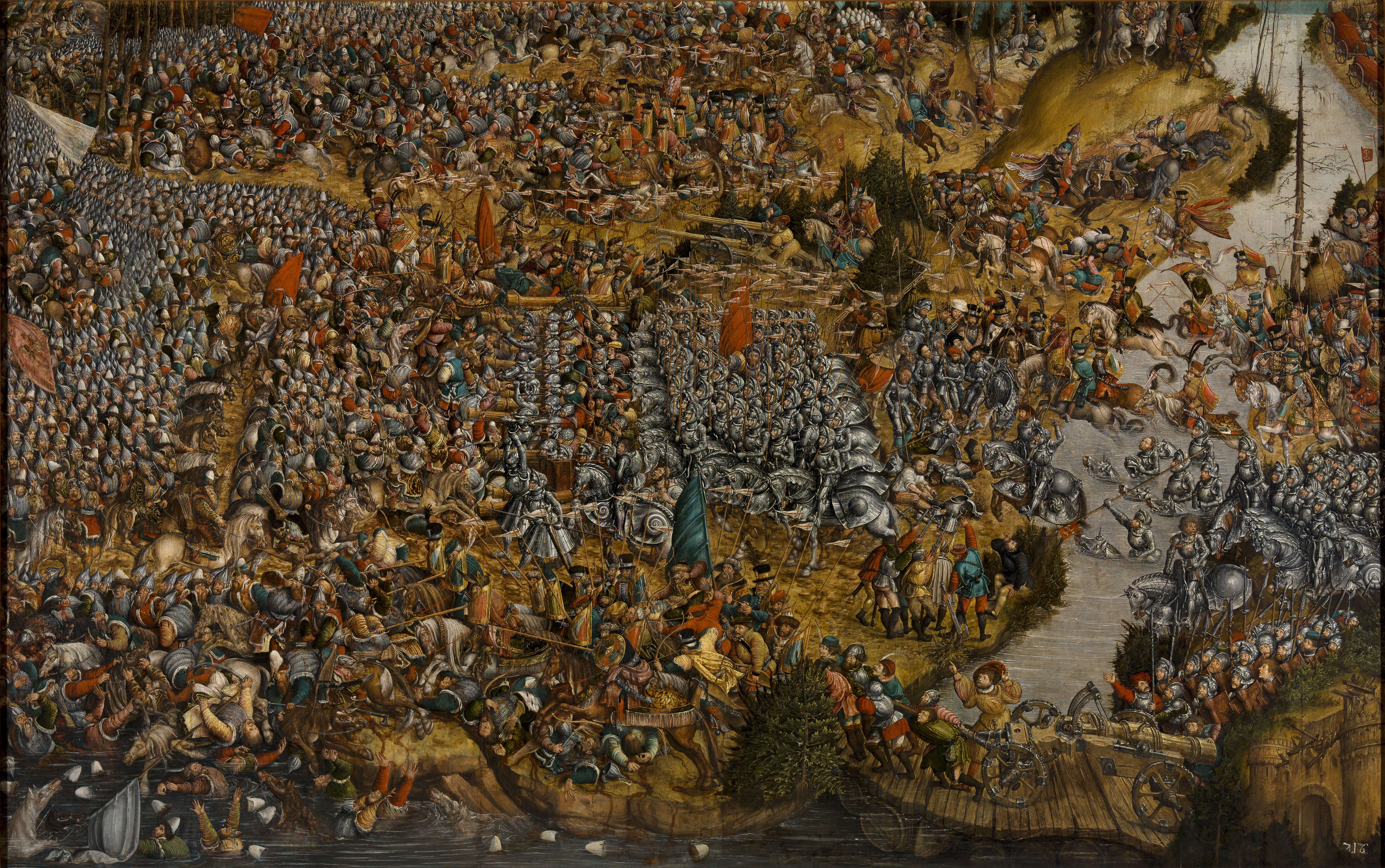
Az orsai csata (1514)

1514-ben a litván hadak az orsai csatában legyőzték az oroszokat. A 16.-17. században fontos vallási és kulturális központtá vált, az országban az első protestáns gyülekezetek egyike itt alakult meg 1555-ben, majd 1630-tól a Kuciejna-monostor a belorusz könyvnyomtatás központja lett. 1620-ban kapott magdeburgi városi jogokat. 1654-1667 között a 13 éves háborúban a város elpusztult, lakóinak felét megölték. 1772-ben Oroszországhoz (a Mogiljovi kormányzósághoz) került, megfosztották városi jogaitól és hanyatlásnak indult, amit a napóleoni háborúkban elszenvedett pusztítások csak fokoztak. A 19. században viszont újra fejlődésnek indult, ezt elsősorban kiváló közlekedési helyzetének köszönhette (itt keresztezik egymást a Varsó-Moszkva, valamint a Kijev-Szentpétervár útvonalak, átkelőhely a Dnyeperen). 

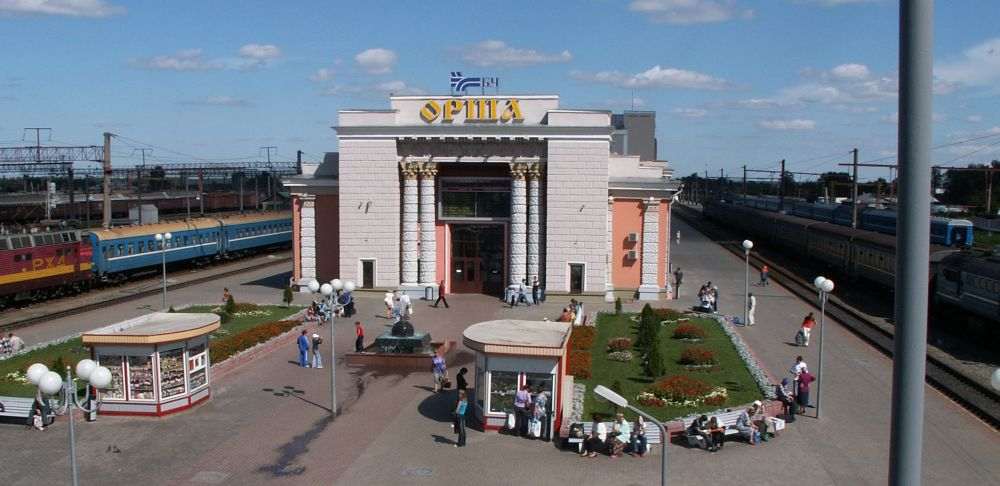
Orsa vasúti pályaudvara

A Breszt-Moszkva vasútvonal 1871-ben, a Mahiljov-Vicebszk-vonal pedig 1902-ben épült meg és ezzel a város vasúti csomópont lett. 1918-ban (februártól októberig) német megszállás alatt volt, majd 1919-1924 között ismét Oroszországhoz tartozott, 1924-ben csatolták a Belorusz SZSZK-hoz. 1923-ban megépült a várost Kricsavval, 1927-ben pedig a Lepellel összekötő vasúti szárnyvonal. 1939-ben lakossága elérte a 37 ezer főt. A németek 1941. július 16-án foglalták el, a város környékén vetette be a Vörös Hadsereg először a Katyusa rakéta-sorozatvetőt. A németek a megszállás idején koncentrációs tábort létesítettek Orsában, ahol 19 ezer embert öltek meg. A környéken erős partizánmozgalom működött Konsztantyin Zaszlonov vezetésével, amely számos német vasúti szerelvényt robbantott fel. A város 1944. június 27-én szabadult fel. A háború után gyorsan növekedett a népessége, 1970-ben lépte át a 100 ezres népességhatárt.

## Gazdaság
A város legjelentősebb ipari üzeme a lenfeldolgozó kombinát, de meg kell említeni műszergyártását, sokoldalú élelmiszeriparát (sörgyárát 1883-ban alapították, itt működik az ország legnagyobb konzervgyára) és építőanyag-iparát is.

## Látnivalók

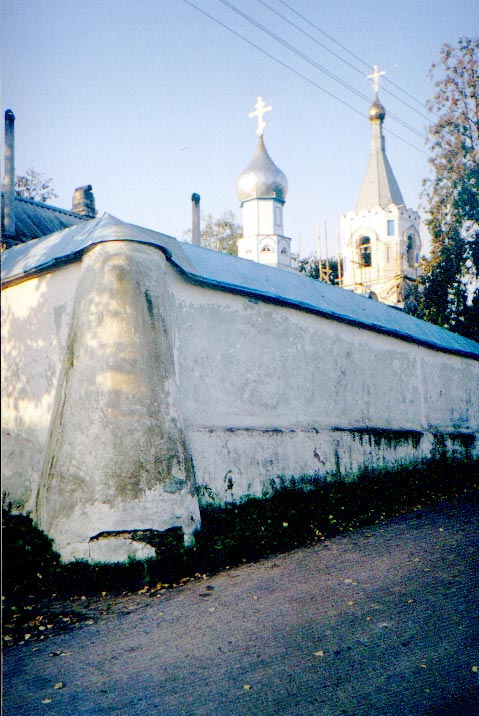
A Szt. Ilja-templom

A Szt. Józsefről elnevezett domonkos templom 1808-ban épült, a jezsuiták 18. századi templomának viszont már csak romjai láthatóak. Az 1620-ban alapított Kutyeinszkij-monostor Szentháromság-temploma 1624-1626-ban épült. A régi monostorok nagy részének csak romjai láthatók, az Uszpenszkij-monostor (az 1880-ban épült Szt. Ilja-templommal) viszont ma is működik. Ipari műemlék az 1902-ben épült vízimalom. A 14.-16. századi várdomb ma archeológiai lelőhely. A városban a Katyusa-emlékműkomplexuma és Zaszlonov emlékműve őrzi a második világháború emlékét. Orsában honismereti múzeum és Vladzimir Karatkievics (1930-1984) belarusz író emlékmúzeuma működik.

## Külső hivatkozások
- Nevezetességek (oroszul)
- Térkép
- Honlap a városról (oroszul)
- Hivatalos honlap